# Jamie Lee Darley
Jamie Lee Darley (12 de junio de 1986) es una modelo estadounidense conocida por su participación en el Victoria's Secret Fashion Show Model Search 2009.

## Vida y carrera
Darley emigró con su familia desde Inglaterra a América cuando era pequeña. Asistió a la Universidad de California, Santa Bárbara donde jugó a voleibol.
En 2009, Darley participó en el Victoria's Secret Fashion Show Model Search para encontrar a una nueva "ángel de la pasarela" quedando segunda, perdiendo ante Kylie Bisutti. Durante la competición, posó para la marca, fue parte del tour promocional de los "Ángeles", y aunque fue omitido por la cadena de retransmisión, desfiló en el evento la primera vez.
También ha aparecido como personaje de fondo en el programa de HBO, Entourage como conductora de una limusina para el personaje Turtle. Fue fotografiada para la campaña de primavera 2010 de Affliction junto a Dominic Purcell. Apareció en un comercial de Carl's Jr. Hizo su primera debut editorial para Elle Bélgica.